# پرنشتینسکه یسترابی
پرنشتینسکه یسترابی (به چکی: Pernštejnské Jestřabí) یک منطقهٔ مسکونی در جمهوری چک است که در ناحیه برنو-تسوونتری واقع شده‌است. پرنشتینسکه یسترابی ۷٫۵ کیلومتر مربع مساحت و ۱۷۷ نفر جمعیت دارد و ۴۸۵ متر بالاتر از سطح دریا واقع شده‌است.